# Патрік Клюйверт
Патрік Клюйверт (нід. Patrick Kluivert, нідерландська вимова: [ˈpɛtrɪ ˈklœyvərt] ⓘ, 1 липня 1976, Амстердам, Нідерланди) — нідерландський футболіст суринамського походження. Згодом — футбольний тренер. Увійшов до переліку ФІФА 100.

## Клубна кар'єра
Клюйверт був частиною золотого покоління «Аякса» 1990-х років. Він прийшов в «Аякс» з молодіжної академії і дебютував в основній команді 21 серпня 1994 року в віці 18 років в Суперкубку Нідерландів проти «Феєнорда» і в тому ж матчі забив свій перший гол. У сезоні 1994/1995 до «Аяксу» з молодіжної команди приєдналися також Едгар Давідс, Кларенс Зедорф і Едвін ван дер Сар, які разом виграли Лігу чемпіонів в сезоні 1994/95. Саме Клюйверт забив єдиний м'яч у ворота італійського «Мілана» на 85-ій хвилині фінального матчу.
1997 року Клюйверт відмовився від нового контракту і перейшов як вільний агент в «Мілан». Його кар'єра в новому клубі розпочалася добре, коли він забив гол у ворота «Ювентуса» у товариській зустрічі. Однак у цей час у Патріка почалися проблеми. Клюйверт на смерть збив пішохода, отримавши в покарання громадські роботи і довічну заборону на водіння автомобіля. Також його звинуватили в зґвалтуванні, проте пізніше виправдали через відсутність доказів. Зважаючи на ці проблеми, в Італії він провів лище один сезон 1997/98, у якому йому вдалося забити лише 6 голів.
У 1998 році Клюйверт відправився в «Барселону», де відразу ж закріпився в основі і разом з Рівалдо і Луїшем Фігу сформував потужний атакувальний трикутник. З Клюйвертом Барселона виграла в 1999 році чемпіонат Іспанії. Всього за «Барсу» він зіграв 182 матчі і забив 90 голів. Після того, як до клубу прийшов бразилець Роналдінью, Патрік вже не так часто почав виходити на поле.
У 2004 році він відправився на Туманний Альбіон в «Ньюкасл Юнайтед», де Клюйверт грав в атаці в парі з Аланом Ширером. Патрік почав яскраво виступати за новий клуб, але постійні травми коліна не дозволили йому зіграти другу частину сезону. Клюйверт не захотів підписувати новий контракт і вирішив повернутися до Іспанії.
Новим клубом Клюйверта стала «Валенсія». Примітно, що його контракт містив пункт, який дозволяв клубу звільнити футболіста у разі недисциплінованої поведінки поза межами поля. Травма знову завадила Патріку проявити себе, за «Валенсію» він зіграв всього 202 хвилини і в кінці сезону став шукати інший клуб. Такому перебігу подій керівництво «Валенсії» не перешкоджало.
Незважаючи на чутки про повернення Клюйверта в рідний «Аякс», новим клубом Патріка став один із найпринциповіших суперників амстердамців — «ПСВ Ейндговен», з яким футболіст підписав контракт на рік. Дві травми в першій половині сезону в черговий раз перешкодили Клюйверту чогось досягти — в 16 зіграних матчах він забив лише тричі. У грі з
«Аяксом» на «Філіпс Стадіон» Патрік не став святкувати забитий ним гол у ворота його колишньої команди. В кінці сезону ні в ПСВ, ні сам Клюйверт не виявили бажання продовжувати контракт.
Відмовившись від запрошення «Шеффілд Венсдей», Клюйверт перейшов у французький «Лілль», у якому знову не продемонстрував колишнього рівня гри і за підсумками сезону знову не підписав новий контракт з клубом. Влітку 2008 року Патрік перебрався до нідерландського клубу АЗ (Алкмаар), де працював помічником головного тренера Луї ван Галя. У новому сезоні продовжить свою тренерську кар'єру в ПСВ, де буде працювати з молодіжною командою.
З літа 2018 року входив до тренерського штабу Кларенса Зеєдорфа в збірній Камеруну.
Влітку 2019 року Патрік Клюйверт став директором футбольної школи «Барселони».

## Кар'єра в збірній
Перший матч за збірну зіграв 16 листопада 1994 року під керівництвом Діка Адвоката у матчі проти збірної Чехії.
Перший гол забив у матчі кваліфікації на Євро-96 проти збірної Ірландії. Тоді його дубль приніс команді перемогу з
рахунком 2-0. Справжнім тріумфом став домашній для нідерландців Євро-2000. Збірна «золотого покоління» показала феєричну гру в груповому турнірі, в якому Клюйверт забив по голу збірної Данії та Франції, а потім нідерландці геть розбили збірну Югославії з рахунком 6-1 у чвертьфіналі. Клюйверт забив у тому матчі 3 голи. До кінця поєдинку залишалося спірним питання, чи забив він четвертий гол, але після матчу Патрік сказав, що Деян Говедариця зрізав м'яч у ворота. В підсумку, Клюйверт став найкращим бомбардиром Євро-2000 разом із югославом Саво Мілошевичем з п'ятьма голами, і увійшов до символічної збірної турніру. У півфіналі нідерландці поступилися збірній Італії по пенальті (0:0; 1:3 пен.) і розділили у підсумку 3-4 місце. У тому півфіналі Клюйверт не забив пенальті в основний час матчу, спрямувавши м'яч у штангу, а в післяматчевій серії пенальті єдиним з голландців зміг переграти Франческо Тольдо.
Після того турніру кар'єра Клюйверта у збірній пішла на спад. Команда не пройшла кваліфікацію на Чемпіонат світу в Японії та Кореї, програвши головним конкурентам — Португалії (0:2) та Ірландії (0:1). Не зігравшись з іншим форвардом, Рудом ван Ністелроєм, Патрік став виходити в основному на заміну, і то в товариських матчах. На Євро-2004 в Португалії він став єдиним польовим гравцем із заявлених на турнір, хто жодного разу не вийшов на поле. З тих пір, після призначення Марко ван Бастена у 2004 році головним тренером збірної, до збірної Патрік не викликався. Останній гол за національну команду Клюйверт забив у ворота збірної Молдови 11 жовтня 2003 року, останній матч — проти Ірландії 5 червня 2004.
За збірну Клюйверт зіграв 79 матчів (ділить 7-8 місце за кількістю ігор з Деннісом Бергкампом). Забивши 40 м'ячів за збірну, він деякий час був найкращим бомбардиром в її історії, доки його досягнення не було перевершене Робіном ван Персі.

## Статистика виступів

### Статистика клубних виступів
| Сезон                 | Команда               | Чемпіонат             | Чемпіонат | Чемпіонат | Національний кубок | Національний кубок | Національний кубок | Континентальні кубки | Континентальні кубки | Континентальні кубки | Інші змагання | Інші змагання | Інші змагання | Усього | Усього |
| Сезон                 | Команда               | Ліга                  | Ігор      | Голів     | Ліга               | Ігор               | Голів              | Ліга                 | Ігор                 | Голів                | Ліга          | Ігор          | Голів         | Ігор   | Голів  |
| --------------------- | --------------------- | --------------------- | --------- | --------- | ------------------ | ------------------ | ------------------ | -------------------- | -------------------- | -------------------- | ------------- | ------------- | ------------- | ------ | ------ |
| 1994–95               | «Аякс»                | ЕД                    | 25        | 18        | -                  | -                  | -                  | ЛЧ                   | 10                   | 2                    | СКН           | 1             | 1             | 36     | 21     |
| 1995–96               | «Аякс»                | ЕД                    | 28        | 15        | КН                 | 2                  | 1                  | ЛЧ+СКУ               | 8+2                  | 5+1                  | СКН+МКК       | 1+1           | 1+0           | 42     | 23     |
| 1996–97               | «Аякс»                | ЕД                    | 17        | 6         | КН                 | 1                  | 0                  | ЛЧ                   | 4                    | 2                    | -             | -             | -             | 22     | 8      |
| Усього за «Аякс»      | Усього за «Аякс»      | Усього за «Аякс»      | 70        | 39        |                    | 3                  | 1                  |                      | 24                   | 10                   |               | 3             | 2             | 100    | 52     |
| 1997–98               | «Мілан»               | A                     | 28        | 6         | КІ                 | 2                  | 2                  | -                    | -                    | -                    | -             | -             | -             | 30     | 8      |
| 1998–99               | «Барселона»           | ПД                    | 20        | 8         | -                  | -                  | -                  | -                    | -                    | -                    | -             | -             | -             | 20     | 8      |
| 1999–00               | «Барселона»           | ПД                    | 26        | 15        | -                  | -                  | -                  | ЛЧ                   | 14                   | 7                    | -             | -             | -             | 40     | 22     |
| 2000–01               | «Барселона»           | ПД                    | 31        | 18        | -                  | -                  | -                  | ЛЧ+КУЄФА             | 4+8                  | 2+3                  | -             | -             | -             | 43     | 23     |
| 2001–02               | «Барселона»           | ПД                    | 33        | 18        | -                  | -                  | -                  | ЛЧ                   | 2+15                 | 1+6                  | -             | -             | -             | 50     | 25     |
| 2002–03               | «Барселона»           | ПД                    | 36        | 16        | -                  | -                  | -                  | ЛЧ                   | 2+13                 | 0+5                  | -             | -             | -             | 51     | 21     |
| 2003–04               | «Барселона»           | ПД                    | 21        | 8         | -                  | -                  | -                  | КУЄФА                | 3                    | 2                    | -             | -             | -             | 24     | 10     |
| Усього за «Барселону» | Усього за «Барселону» | Усього за «Барселону» | 167       | 83        |                    |                    |                    |                      | 61                   | 26                   |               | -             | -             | 228    | 109    |
| 2004–05               | «Ньюкасл Юнайтед»     | ПЛ                    | 25        | 6         | КА                 | 3                  | 2                  | КУЄФА                | 6                    | 5                    | -             | -             | -             | 34     | 13     |
| 2005–06               | «Валенсія»            | ПД                    | 10        | 1         | -                  | -                  | -                  | Інт                  | 5                    | 1                    | -             | -             | -             | 15     | 2      |
| 2006–07               | ПСВ                   | ЕД                    | 16        | 3         | -                  | -                  | -                  | ЛЧ                   | 3                    | 0                    | -             | -             | -             | 19     | 3      |
| 2007–08               | «Лілль»               | Л1                    | 13        | 4         | -                  | -                  | -                  | -                    | -                    | -                    | -             | -             | -             | 13     | 4      |
| Усього за кар'єру     | Усього за кар'єру     | Усього за кар'єру     | 329       | 142       |                    | 8                  | 5                  |                      | 99                   | 42                   |               | 3             | 2             | 439    | 191    |

### Статистика виступів за збірну
| Дата       | Місто         | Господарі  | Результат               | Гості             | Турнір            | Голи | Примітки |
| ---------- | ------------- | ---------- | ----------------------- | ----------------- | ----------------- | ---- | -------- |
| 16-11-1994 | Роттердам     | Нідерланди | 0 – 0                   | Чехія             | Відбір до ЧЄ 1996 | -    | 13'      |
| 29-03-1995 | Роттердам     | Нідерланди | 4 – 0                   | Мальта            | Відбір до ЧЄ 1996 | 1    | 77'      |
| 26-04-1995 | Прага         | Чехія      | 3 – 1                   | Нідерланди        | Відбір до ЧЄ 1996 | -    | 64'      |
| 07-06-1995 | Мінськ        | Білорусь   | 1 – 0                   | Нідерланди        | Відбір до ЧЄ 1996 | -    |          |
| 11-10-1995 | Аттард        | Мальта     | 0 – 4                   | Нідерланди        | Відбір до ЧЄ 1996 | -    | 59'      |
| 13-12-1995 | Ліверпуль     | Нідерланди | 2 – 0                   | Ірландія          | Відбір до ЧЄ 1996 | 2    |          |
| 10-06-1996 | Бірмінгем     | Нідерланди | 0 – 0                   | Шотландія         | ЧЄ 1996           | -    | 63'      |
| 13-06-1996 | Бірмінгем     | Швейцарія  | 0 – 2                   | Нідерланди        | ЧЄ 1996           | -    | 84'      |
| 18-06-1996 | Лондон        | Нідерланди | 1 – 4                   | Англія            | ЧЄ 1996           | 1    | 72'      |
| 22-06-1996 | Ліверпуль     | Франція    | 0 – 0 д.ч. (5 – 4 п.п.) | Нідерланди        | ЧЄ 1996           | -    | 89'      |
| 14-12-1996 | Брюссель      | Бельгія    | 0 – 3                   | Нідерланди        | Відбір до ЧС 1998 | -    | 67'      |
| 26-02-1997 | Париж         | Франція    | 2 – 1                   | Нідерланди        | товариський матч  | -    |          |
| 29-03-1997 | Амстердам     | Нідерланди | 4 – 0                   | Сан-Марино        | Відбір до ЧС 1998 | 1    |          |
| 02-04-1997 | Стамбул       | Туреччина  | 1 – 0                   | Нідерланди        | Відбір до ЧС 1998 | -    |          |
| 06-09-1997 | Роттердам     | Нідерланди | 3 – 1                   | Бельгія           | Відбір до ЧС 1998 | 1    |          |
| 11-10-1997 | Амстердам     | Нідерланди | 0 – 0                   | Туреччина         | Відбір до ЧС 1998 | -    |          |
| 24-02-1998 | Маямі         | Мексика    | 2 – 3                   | Нідерланди        | товариський матч  | 2    | 73'      |
| 27-05-1998 | Арнем         | Нідерланди | 0 – 0                   | Камерун           | товариський матч  | -    | 61'      |
| 01-06-1998 | Ейндговен     | Нідерланди | 5 – 1                   | Парагвай          | товариський матч  | 1    |          |
| 05-06-1998 | Амстердам     | Нідерланди | 5 – 1                   | Нігерія           | товариський матч  | 2    |          |
| 13-06-1998 | Париж         | Нідерланди | 0 – 0                   | Бельгія           | ЧС 1998           | -    | 82'      |
| 04-07-1998 | Марсель       | Нідерланди | 2 – 1                   | Аргентина         | ЧС 1998           | 1    |          |
| 07-07-1998 | Марсель       | Бразилія   | 1 – 1 д.ч. (4 – 2 п.п.) | Нідерланди        | ЧС 1998           | 1    |          |
| 11-07-1998 | Париж         | Нідерланди | 1 – 2                   | Хорватія          | ЧС 1998           | -    |          |
| 10-10-1998 | Ейндговен     | Нідерланди | 2 – 0                   | Перу              | товариський матч  | -    |          |
| 13-10-1998 | Арнем         | Нідерланди | 0 – 0                   | Гана              | товариський матч  | -    |          |
| 18-11-1998 | Гельзенкірхен | Німеччина  | 1 – 1                   | Нідерланди        | товариський матч  | -    | 46'      |
| 10-02-1999 | Париж         | Португалія | 0 – 0                   | Нідерланди        | товариський матч  | -    | 58'      |
| 31-03-1999 | Амстердам     | Нідерланди | 1 – 1                   | Аргентина         | товариський матч  | -    |          |
| 05-06-1999 | Салвадор      | Бразилія   | 2 – 2                   | Нідерланди        | товариський матч  | 1    |          |
| 08-06-1999 | Гоянія        | Бразилія   | 3 – 1                   | Нідерланди        | товариський матч  | -    | 68'      |
| 18-08-1999 | Копенгаген    | Данія      | 0 – 0                   | Нідерланди        | товариський матч  | -    | ЖК       |
| 04-09-1999 | Роттердам     | Нідерланди | 5 – 5                   | Бельгія           | товариський матч  | 3    | 79'      |
| 09-10-1999 | Амстердам     | Нідерланди | 2 – 2                   | Бразилія          | товариський матч  | -    |          |
| 13-11-1999 | Ейндговен     | Нідерланди | 1 – 1                   | Чехія             | товариський матч  | -    | 41'      |
| 23-02-2000 | Амстердам     | Нідерланди | 2 – 1                   | Німеччина         | товариський матч  | 1    |          |
| 29-03-2000 | Брюссель      | Бельгія    | 2 – 2                   | Нідерланди        | товариський матч  | 2    |          |
| 26-04-2000 | Арнем         | Нідерланди | 0 – 0                   | Шотландія         | товариський матч  | -    | 46'      |
| 27-05-2000 | Амстердам     | Нідерланди | 2 – 1                   | Румунія           | товариський матч  | 1    | 85'      |
| 04-06-2000 | Лозанна       | Нідерланди | 3 – 1                   | Польща            | товариський матч  | 2    | 62'      |
| 11-06-2000 | Амстердам     | Нідерланди | 1 – 0                   | Чехія             | ЧЄ 2000           | -    |          |
| 16-06-2000 | Роттердам     | Данія      | 0 – 3                   | Нідерланди        | ЧЄ 2000           | 1    | 56'      |
| 20-06-2000 | Амстердам     | Франція    | 2 – 3                   | Нідерланди        | ЧЄ 2000           | 1    | 60'      |
| 25-06-2000 | Роттердам     | Нідерланди | 6 – 1                   | Югославія         | ЧЄ 2000           | 3    | 60'      |
| 29-06-2000 | Амстердам     | Нідерланди | 0 – 0 д.ч. (1 – 3 п.п.) | Італія            | ЧЄ 2000           | -    |          |
| 02-09-2000 | Амстердам     | Нідерланди | 2 – 2                   | Ірландія          | Відбір до ЧС 2002 | -    |          |
| 07-10-2000 | Нікосія       | Кіпр       | 0 – 4                   | Нідерланди        | Відбір до ЧС 2002 | 1    |          |
| 11-10-2000 | Роттердам     | Нідерланди | 0 – 2                   | Португалія        | Відбір до ЧС 2002 | -    | 46'      |
| 15-11-2000 | Севілья       | Іспанія    | 1 – 2                   | Нідерланди        | товариський матч  | -    | 46'      |
| 28-02-2001 | Амстердам     | Нідерланди | 0 – 0                   | Туреччина         | товариський матч  | -    | 66'      |
| 24-03-2001 | Барселона     | Андорра    | 0 – 5                   | Нідерланди        | Відбір до ЧС 2002 | 1    | 58'      |
| 28-03-2001 | Гавань        | Португалія | 2 – 2                   | Нідерланди        | Відбір до ЧС 2002 | 1    |          |
| 25-04-2001 | Ейндговен     | Нідерланди | 4 – 0                   | Кіпр              | Відбір до ЧС 2002 | 1    |          |
| 02-06-2001 | Таллінн       | Естонія    | 2 – 4                   | Нідерланди        | Відбір до ЧС 2002 | 1    |          |
| 15-08-2001 | Тоттенем      | Англія     | 0 – 2                   | Нідерланди        | товариський матч  | -    | 88'      |
| 01-09-2001 | Дублін        | Ірландія   | 1 – 0                   | Нідерланди        | Відбір до ЧС 2002 | -    | 81'      |
| 05-09-2001 | Ейндговен     | Нідерланди | 5 – 0                   | Естонія           | Відбір до ЧС 2002 | -    |          |
| 10-11-2001 | Копенгаген    | Данія      | 1 – 1                   | Нідерланди        | товариський матч  | -    |          |
| 13-02-2002 | Амстердам     | Нідерланди | 1 – 1                   | Англія            | товариський матч  | 1    |          |
| 27-03-2002 | Роттердам     | Нідерланди | 1 – 0                   | Іспанія           | товариський матч  | -    |          |
| 21-08-2002 | Осло          | Норвегія   | 0 – 1                   | Нідерланди        | товариський матч  | -    |          |
| 07-09-2002 | Ейндговен     | Нідерланди | 3 – 0                   | Білорусь          | Відбір до ЧЄ 2004 | 1    |          |
| 16-10-2002 | Відень        | Австрія    | 0 – 3                   | Нідерланди        | Відбір до ЧЄ 2004 | -    |          |
| 20-11-2002 | Гельзенкірхен | Німеччина  | 1 – 3                   | Нідерланди        | товариський матч  | 1    | 46'      |
| 12-02-2003 | Амстердам     | Нідерланди | 1 – 0                   | Аргентина         | товариський матч  | -    |          |
| 29-03-2003 | Роттердам     | Нідерланди | 1 – 1                   | Чехія             | Відбір до ЧЄ 2004 | -    |          |
| 02-04-2003 | Тирасполь     | Молдова    | 1 – 2                   | Нідерланди        | Відбір до ЧЄ 2004 | -    |          |
| 30-04-2003 | Ейндговен     | Нідерланди | 1 – 1                   | Португалія        | товариський матч  | 1    | 46'      |
| 07-06-2003 | Мінськ        | Білорусь   | 0 – 2                   | Нідерланди        | Відбір до ЧЄ 2004 | 1    |          |
| 20-08-2003 | Брюссель      | Бельгія    | 1 – 1                   | Нідерланди        | товариський матч  | -    |          |
| 06-09-2003 | Роттердам     | Нідерланди | 3 – 1                   | Австрія           | Відбір до ЧЄ 2004 | 1    |          |
| 10-09-2003 | Прага         | Чехія      | 3 – 1                   | Нідерланди        | Відбір до ЧЄ 2004 | -    |          |
| 11-10-2003 | Ейндговен     | Нідерланди | 5 – 0                   | Молдова           | Відбір до ЧЄ 2004 | 1    | 71'      |
| 15-11-2003 | Глазго        | Шотландія  | 1 – 0                   | Нідерланди        | Відбір до ЧЄ 2004 | -    | 77'      |
| 19-11-2003 | Амстердам     | Нідерланди | 6 – 0                   | Шотландія         | Відбір до ЧЄ 2004 | -    | 78'      |
| 28-04-2004 | Ейндговен     | Нідерланди | 4 – 0                   | Греція            | товариський матч  | -    | 74'      |
| 29-05-2004 | Ейндговен     | Нідерланди | 0 – 1                   | Бельгія           | товариський матч  | -    | 46'      |
| 01-06-2004 | Лозанна       | Нідерланди | 3 – 0                   | Фарерські острови | товариський матч  | -    | 46'      |
| 05-06-2004 | Амстердам     | Нідерланди | 0 – 1                   | Ірландія          | товариський матч  | -    | 46'      |
| Усього     |               | Матчів     | 79                      |                   | Голів             | 40   |          |

## Трофеї та досягнення
- Переможець Ліги чемпіонів УЄФА (1): 1994/95
- Володар Суперкубка Європи (1): 1995
- Володар Міжконтинентального кубка (1): 1995
- Чемпіон Нідерландів (3): 1994/95, 1995/96, 2006/07
- Володар Суперкубка Нідерландів (2): 1994, 1995
- Чемпіон Іспанії (2): 1997/98, 1998/99
- Найкращий бомбардир Євро-2000 (разом з Саво Мілошевичем)
- Найкращий бомбардир в історії збірної Нідерландів (40 голів)
- Включений до списку ФІФА 100